# Caladão (Coronel Fabriciano)
Caladão é um bairro do município brasileiro de Coronel Fabriciano, no interior do estado de Minas Gerais. Localiza-se no distrito Senador Melo Viana, estando situado no Setor 6. Segundo o censo demográfico de 2022, realizado pelo Instituto Brasileiro de Geografia e Estatística (IBGE), sua população era de 549 habitantes e havia 186 domicílios particulares permanentes ocupados.
De acordo com o IBGE, em 2010 a população era de 565 habitantes e havia 193 domicílios particulares.
A região do atual bairro servia como ponto de parada para tropeiros que vinham do interior de Antônio Dias, através da Serra dos Cocais, para Coronel Fabriciano e seu nome é uma referência ao ribeirão Caladão. Segundo o IBGE, sua área é considerada como favela e comunidade urbana.

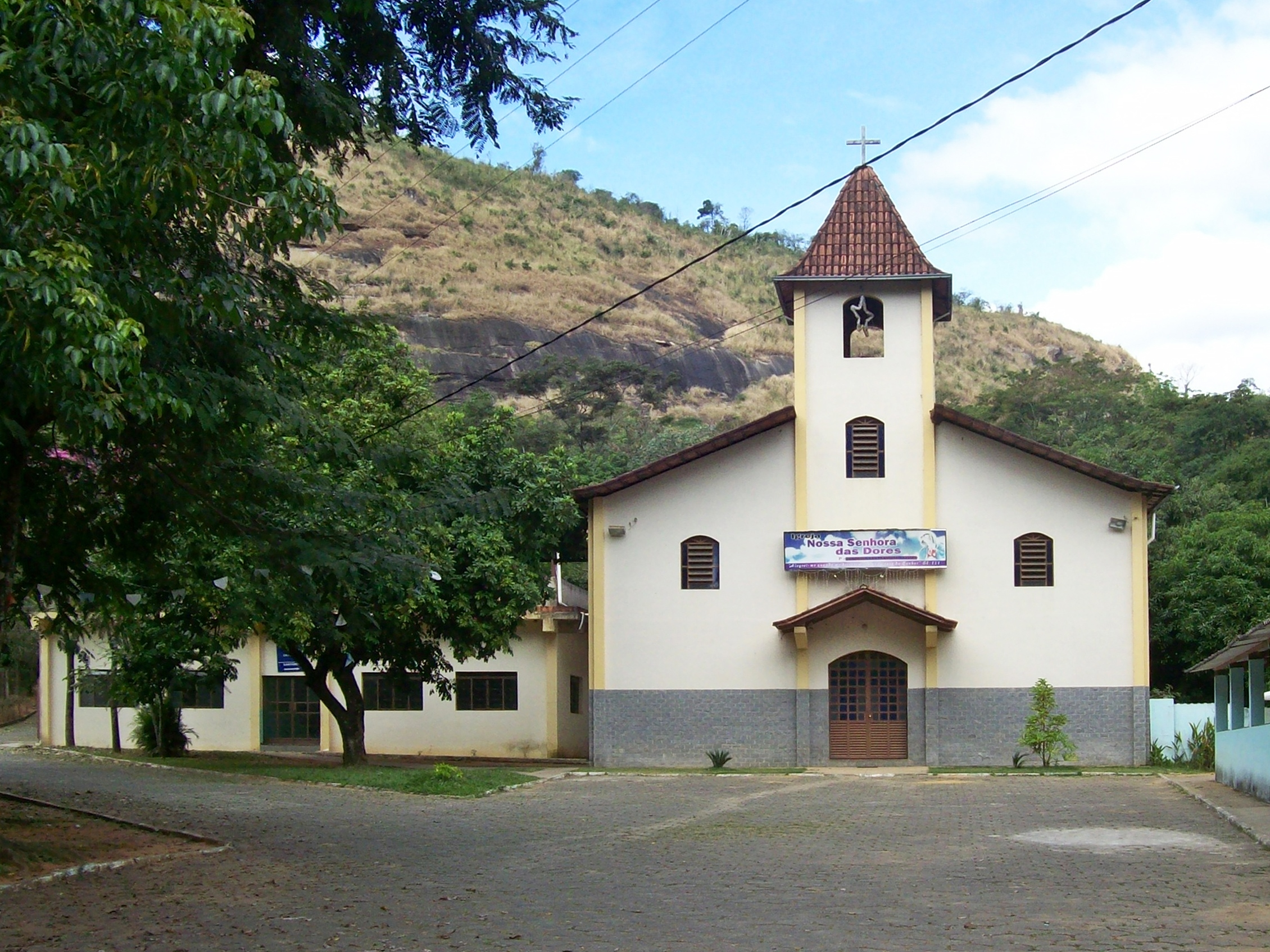
Igreja Nossa Senhora das Dores, subordinada à Paróquia São Francisco Xavier.
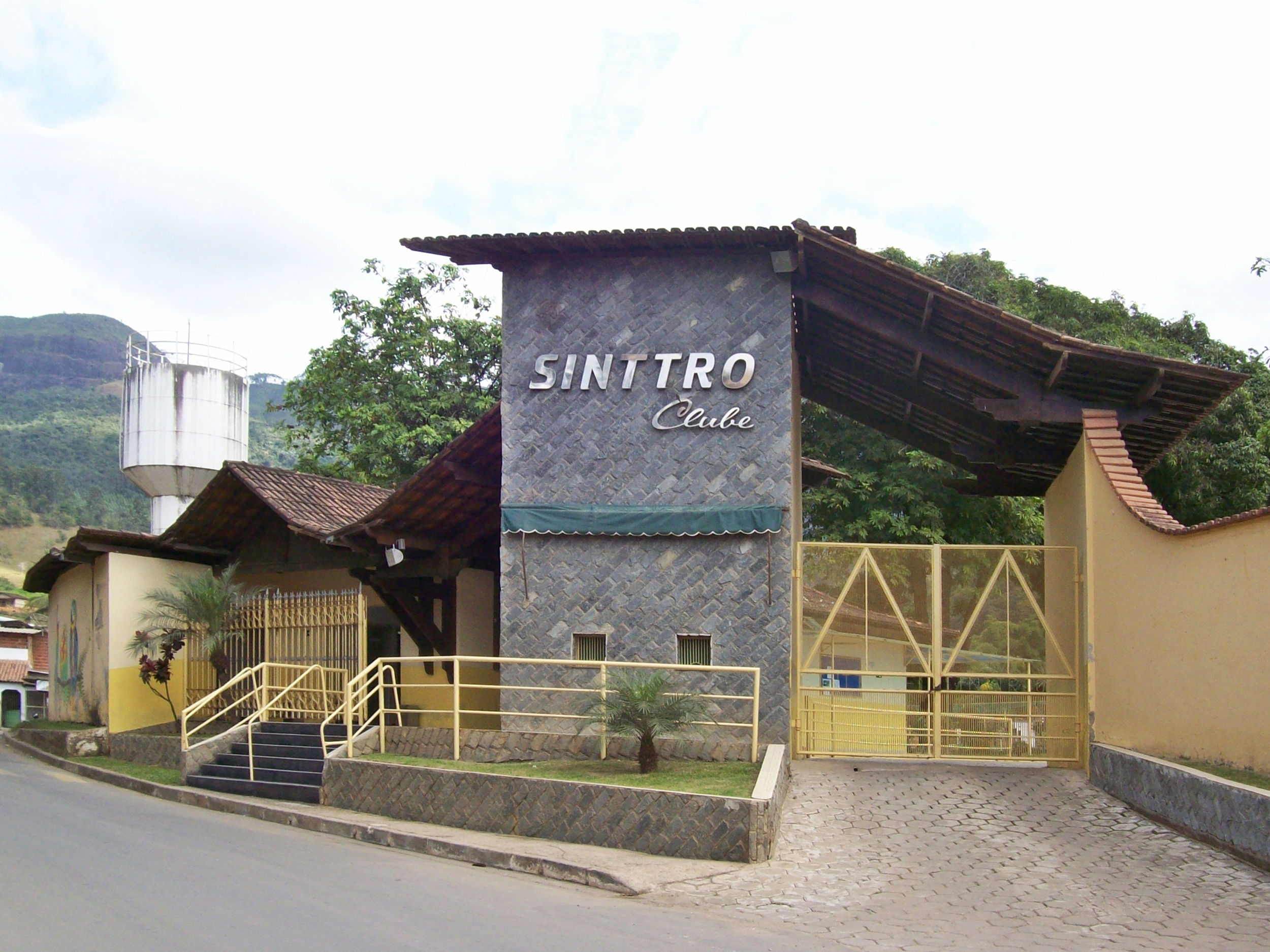
Sede social do Sindicato dos Trabalhadores em Transportes Rodoviários de Coronel Fabriciano (Sinttrocel)